# Ancema birui
Ancema birui är en fjärilsart som beskrevs av Ribbe 1926. Ancema birui ingår i släktet Ancema och familjen juvelvingar. Inga underarter finns listade i Catalogue of Life.